# Vážka černořitná
Vážka černořitná (Orthetrum cancellatum) je druh vážky z podřádu šídel. Vyskytuje se ve velké části Asie, v celém středomoří a v Evropě s výjimkou severní Skandinávie a severu Británie. V celém Česku je to běžný druh.

## Popis

Popis těla dospělé samičky vážky černořitné.

Tělo vážky černořitné má délku 44-49 mm. Zbarvení samečka a samičky je dost odlišné, dospělý sameček je na zadečku zbarvený světle modře a na hrudi je hnědý, zatímco samička a čerstvě vylíhnutý sameček jsou na zadečku žlutí a na hrudi hnědo-žlutí. Samička má na boku zadečku černé srpovité pruhy. Oči se na temeni dotýkají v bodě. Křídla jsou čirá s černou plamkou. Nohy jsou černé a u samičky navíc se žlutou barvou na stehnech. Na posledních článcích zadečku a přívěscích jsou samička i sameček černě zbarvení (vážka bělořitná je zde bílá).
Nymfa (larva) je dlouhá až 26 mm. Má hustě ochlupené tělo a krátké nohy.

## Způsob života
Nymfy žijí v rybnících nebo jezerech. Nymfa se vyvíjí asi dva roky. Dospělci létají od května do srpna. Samečci poletují ve svém teritoriu, které muže dosahovat délky 10-50 m podél pobřeží. Po obletění svého teritoria často usedají na stejná místa na kamenech nebo vegetaci. Obě pohlaví někdy létají i poměrně daleko od vody. Samička snáší vajíčka sama za letu do mělké vody s rostlinami.